# Quartier du Gros-Caillou
Koordinaten: 48° 51′ N, 2° 18′ O

Das Quartier
innerhalb des 7. Arrondissements

Das Quartier du Gros-Caillou ist das 28. Stadtviertel von Paris und liegt im 7. Arrondissement.

## Etymologie

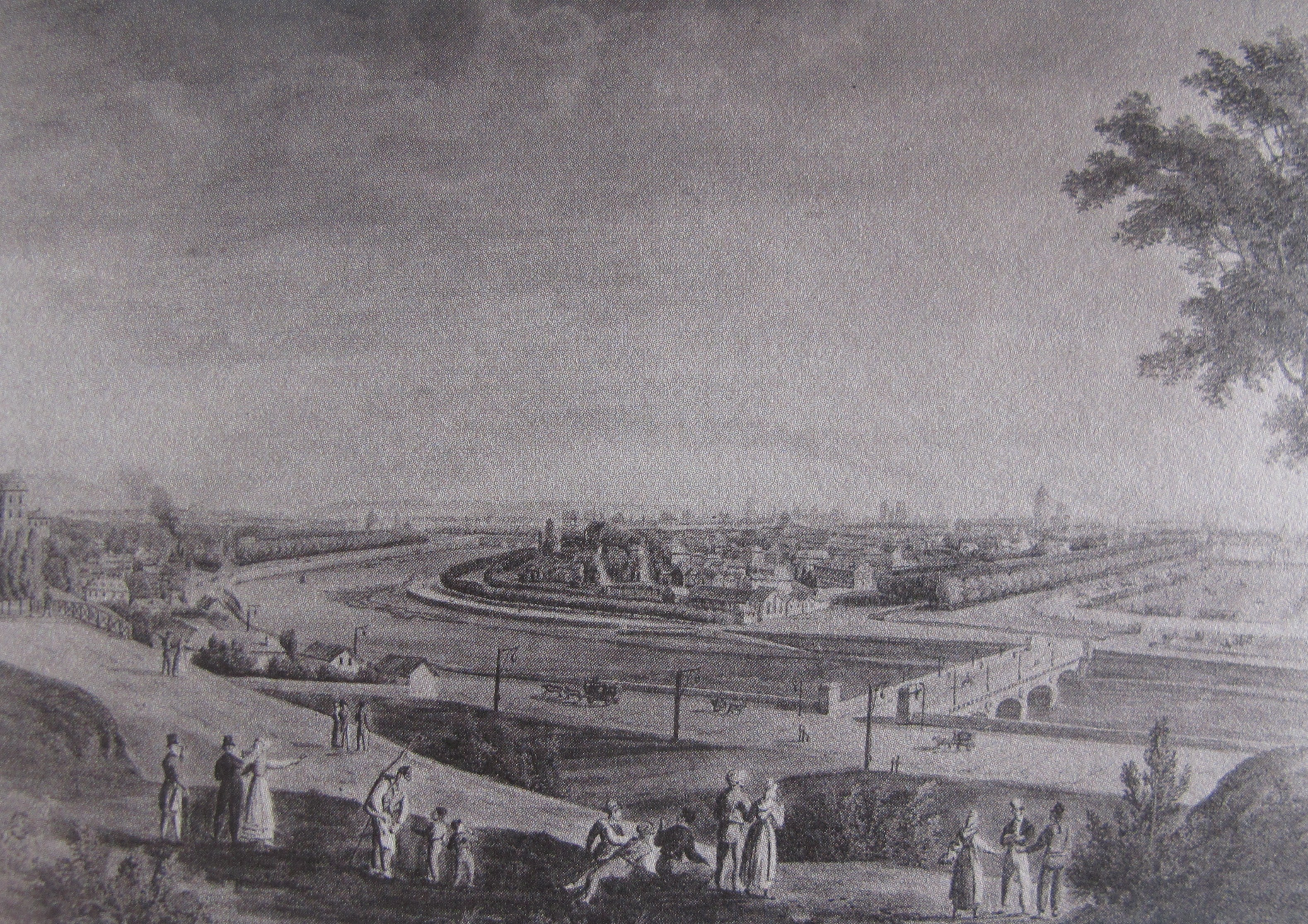
Die Pfarrei Gros Caillou
im 17. Jahrhundert,
gesehen vom Colline de Chaillot

Am Beginn befand sich hier sicher eine natürliche Grenzmarkierung durch einen (offenbar) prähistorischen Monolith, der die Grenze zwischen den Seigneuries Saint-Germain und Sainte-Geneviève markierte. Dieser Ort, der zum ersten Mal 1510 und 1523 erwähnt wurde, hieß auch „Vert-Buisson“.

## Geschichte
Im 19. Jahrhundert befand sich hier, am Quai d’Orsay, eine Tabakmanufaktur. In der Nähe befanden sich noch eine Weiterverarbeitung von Innereien und eine mit Dampf betriebene Pumpstation, so dass der Ort als „eine der größten Fabrikansiedlungen von Paris mit tausenden von Arbeitern“ und „einer der schlimmsten Orte industrieller Umweltverschmutzung“ galt. 1828 ließ der Chemiker Jean Pierre Joseph d’Arcet ein fourneau à réverbère fumivore (Ofen mit einem laternenartigen Rauchfänger) aufstellen, um die Abgase zu verringern. Weitere Versuche im Bereich der Hygiene, die Luftverschmutzung in den Griff zu bekommen, scheiterten jedoch und der Conseil d'hygiène publique et de salubrité (Rat für öffentliche Gesundheit und Hygiene) notierte eine „Nachlässigkeit“ im „Gebrauch von rauchmindernden Mitteln“ und somit die Berechtigung von „begründeten“ Klagen der Nachbarn. Demgegenüber konnte 1868 Maxime Du Camp in der Revue des Deux Mondes bestätigen: 

« Deux immenses cheminées en brique garnies de paratonnerres semblent inutiles, car jamais nul panache de fumée ne les couronne. On entend cependant le bruit régulier des machines à vapeur et le ronflement des foyers qui dévorent le charbon. »

„Zwei riesige, mit Blitzableitern versehene Ziegelschornsteine scheinen nutzlos zu sein, da keine Rauchfahne sie je krönt. Zu hören sind jedoch der regelmäßige Lärm von Dampfmaschinen und das Brummen von kohlebetriebenen Feuerstellen.“

Die Manufaktur wurde 1905 endgültig geschlossen und 1909 abgerissen. An ihrer Stelle wurde zwischen 1900 und 1904 die Tabakmanufaktur in Issy-les-Moulineaux errichtet.

## Wichtige Adressen

### Sehenswürdigkeiten
- Eiffelturm
- Musée du quai Branly
- Musés des Égouts de Paris

### Botschaften
- Botschaft von Bulgarien, Avenue Rapp
- Botschaft von Costa Rica, Square Rapp
- Botschaft von Rumänien, Rue de l’Exposition
- Botschaft von Senegal, Avenue Robert Schuman

### Grünanlagen
- Champ de Mars
- Esplanade Habib-Bourguiba

### Kirchen
- Dreifaltigkeitskathedrale, Quai Branly
- Église Saint-Pierre-du-Gros-Caillou, Rue Saint-Dominique
- Église américaine de Paris, Quai d’Orsay

## Persönlichkeiten aus dem Stadtviertel
- Jules Rimet, geboren 30 Kilometer westlich von Vesoul und Gründer der FIFA, soll in seiner Jugend in 188, Rue de Grenelle gewohnt haben.
- Jules Lavirotte hat in 29, Avenue Rapp ein Haus im Stil Art nouveau erbaut, das 1964 zum Monument historique erklärt wurde.[6]